# Rhyticephalus
Rhyticephalus är ett släkte av skalbaggar. Rhyticephalus ingår i familjen Brentidae.
Kladogram enligt Catalogue of Life:
| Rhyticephalus | \| \| Rhyticephalus aulaconotus \| \| \| \| \| \| Rhyticephalus brevicornis \| \| \| \| |
|               | \| \| Rhyticephalus aulaconotus \| \| \| \| \| \| Rhyticephalus brevicornis \| \| \| \| |
|               | Rhyticephalus aulaconotus                                                               |
|               |                                                                                         |
|               | Rhyticephalus brevicornis                                                               |
|               |                                                                                         |